# Creu de Can Grau
La Creu de Can Grau és una creu de terme del municipi de Begues (Baix Llobregat) inclosa en l'Inventari del Patrimoni Arquitectònic de Catalunya.

## Descripció
És una creu de pedra. La magolla amb elements esculpits porta inscrita la data 1312 però és probable que la creu sigui d'època posterior, mentre que la columna i la base de suport són posteriors a la guerra civil. La creu sembla tota ella un element ornamental motllurat, ja que els braços són curts, convexos, amb cantells vius i acabats amb flor de lis. El seu esquema formal delimita un espai central romboïdal, obert, a manera de les traceries gòtiques. Per l'extrem inferior, la flor de lis deriva cap a una petita columna hexagonal que fa d'intersecció amb el nus o magolla. Aquest està constituït per un volum prismàtic dividit en dues meitats enfrontades per la base. El seu perfil és vuitavat i presenta el prisma superior amb les cares llises mentre que les de l'inferior tenen figuretes esculpites, cadascuna en una cara i separades per fistons. Observem la imatge del Crucificat amb la Verge Maria i Sant Joan, a banda i banda, dues santes màrtirs (una identificada hipotèticament amb Santa Eulàlia, copatrona de Begues), un escut heràldic no identificat (quatre quarters amb ondulacions d'aigua i braç de cavaller amb espada diposats alternativament), i la data 1312 en la darrera cara. El fust és octogonal i la base de sustentació està formada per tres graons circulars.

## Història

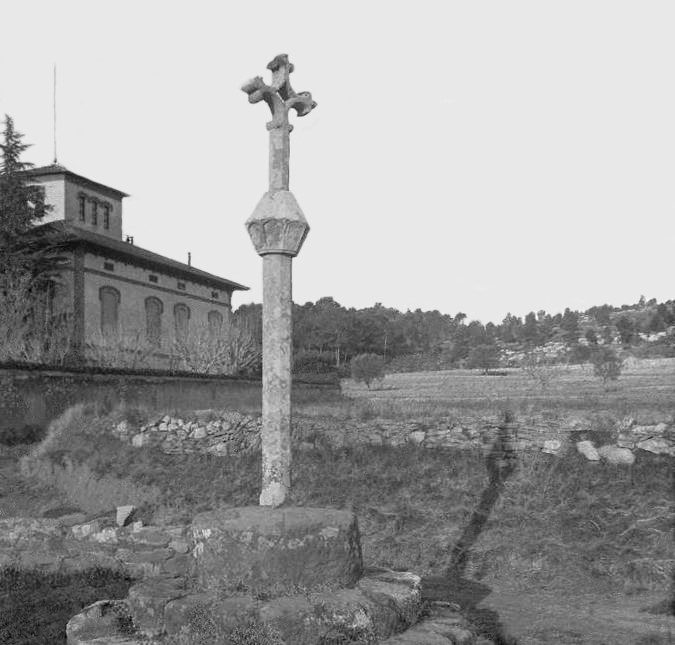
Creu de Can Grau fotografiada l'any 1916 per Josep Salvany i Blanch.

Davant la plaça de la nova església parroquial hi ha ubicada la creu de Can Grau. D'origen estava ubicada al Coll de Begues del camí Ral de Barcelona a Vilafranca per Sant Climent. Després de la guerra civil va ser traslladada a la ubicació actual i al lloc primitiu es va col·locar una rèplica realitzada amb pedra de Montjuïc. Aquesta rèplica, però, reposa damunt una basa graonada, original. Mn Gudiol i Cunill va estudiar la creu i assegurà que primitivament estava coberta.
Segons Vicente Medina Vicioso, la Creu del Coll de Begues és la més antiga datada a Catalunya, l'any 1312, i possiblement una de les més antigues d'Espanya. Actualment, aquesta creu conserva de l'original la seva base ubicada al Camí Ral o carretera de Sant Climent i el capitell dipositat a l'Ajuntament de Begues. Com a hipòtesi, Medina proposa que la data de 1312 està relacionada amb l'abolició de l'Orde del Temple en aquell mateix any pel papa Climent V, raó que el porta a pensar que la creu podria haver estat feta per un cavaller d'aquest orde militar. Després de la guerra civil, la creu original fou traslladada al passeig de l'Església, enfront del nou temple, però arrel de diversos accidents es va substituir per una nova reproducció de la creu de terme, realitzada pel picapedrer beguetà, Urpià Fernández, mentre que el capitell original del 1312 es conserva en el mateix ajuntament beguetà.